# Anne Picardet
Pour les articles homonymes, voir Picardet.
Marie-Anne Picardet est une poétesse française du début du XVIIe siècle.

## Biographie
Anne Picardet est la fille de Jeanne Brun et de Gaspard Picardet (mort vers 1591), procureur fiscal à Mirebeau, puis secrétaire-audiencier du roi au Parlement de Bourgogne à Dijon.
Elle est sœur de Hugues Picardet, procureur du roi au Parlement de Bourgogne, connu en son temps pour son éloquence et pour avoir possédé une très riche bibliothèque.
En 1599 elle épouse à Dijon « noble François de Molière, sieur de Chantoyseau », qui mourra en décembre 1612. Le contrat de ce mariage est connu. De cette union naîtront le poète et romancier François de Molière, sieur d'Essertines, et Anne-Marie de Molière.
Elle vécut à Semur-en-Brionnais, mais la dédicace de ses Odes spirituelles est daté « D'Essartines, le premier jour d'aoust, 1618 ». On connaît quelques actes notariés signés de sa main en 1618, cités par Edmond Révérend du Mesnil ; elle est également marraine, le 6 mars 1629, de Claude Terrion, baptisé à Semur-en-Brionnais.
En 1630, elle est dédicataire du Traité de la tribulation de Cacciaguerra, traduit par le mathématicien, poète et traducteur Claude-Gaspard Bachet de Méziriac (1581-1638), qui avait publié en 1618 un recueil de chansons spirituelles.
Elle vivait encore en septembre 1632.

## Œuvres
Anne Picardet a fait paraître un recueil de contrafacta catholiques, c’est-à-dire des poésies spirituelles adaptées à de la musique profane : Odes spirituelles sur l'air des chansons de ce temps, par Anne Picardet, vefve du feu sieur de Moulières et d'Essartines.
On en connaît plusieurs éditions : 
- Lyon : Claude Morillon, 1618. 8°, 127 p. (Versailles Bibliothèque municipale).
- Paris : Sébastien Huré, 1619. 12°, 168 p. (Paris BNF, Bibliothèque de l'Arsenal).
- Reveues et augmentées en ceste seconde édition : Lyon : Veuve Claude Morillon, 1623. 16°, 167 p. (Paris BNF, Bibliothèque de l'Arsenal).

L’ouvrage est dédié à Madame Le Grand, identifiée par Révérend Du Mesnil comme la mère de Henri Le Grand, sieur de Belleville, né en 1587, commissaire de l’artillerie de France et plus tard comédien sous les noms de Belleville et Turlupin. Mais cette dédicataire de haut parage (la poétesse la nomme « Votre Grandeur ») est plus probablement Catherine Chabot, femme de César-Auguste de Saint-Lary, baron de Termes (1581-1621), dit « Monsieur Le Grand » (parce qu'il est Grand écuyer de France). François de Molière lui adressera, à l'occasion de la mort de son fils, en 1622 ou 1623, une lettre de condoléances qui sera publiée en 1627, dans la Recueil de lettres nouvelles de Nicolas Faret, p. 361 et suivantes.
La première édition contient 66 poésies, 18 sonnets, 2 quatrains, une épitaphe rimée pour son défunt mari et une consolation à elle-même. Ces pièces sont adaptées à des airs de cour de Pierre Guédron, Antoine Boësset, Nicolas Signac ou autres, dont les timbres sont mentionnés.
Une édition critique est disponible : Les Odes spirituelles, sur l'air des chansons de ce temps, 1623, édition de Colette H. Winn, Paris, Éditions Classiques Garnier, 2010, 428 p. On peut regretter que les quelques pages de l'introduction consacrées à la biographie de la poétesse s'appuient uniquement sur la monographie de Révérend du Mesnil  (voir ci-dessous), sans en corriger les graves erreurs.
Quelques pièces d’Anne Picardet ont été publiées dans deux anthologies modernes :
- Métamorphoses spirituelles : anthologie de la poésie religieuse française, 1570-1630, éd. Terence Cave et Michel Jeanneret. Paris : José Corti, 1972.
- Poètes chrétiens du XVIe siècle : textes choisis publiés avec des notices, par Henry La Maynardière. – Paris : Bloud, 1908.

## Réception
Dans sa Bibliothèque françoise, ou Histoire de la littérature françoise... (tome XV, 1753), l’abbé Claude-Pierre Goujet loue le style d’Anne Picardet en ces termes :

« Cette dame avait aimé le monde & ses vanités. Dieu lui en avait fait connaître le néant. Elle lui en témoigne sa reconnaissance, en même temps que son repentir [...] On sent par ses cantiques, ses odes spirituelles, ses sonnets, et ses autres petites pièces, qu’elle avait un style aisé, et qu’elle savait assez bien sa langue pour le temps où elle vivait. Il y a quelques sonnets à la louange des Jésuites, et un sur la mort d’Henri IV. »